# Cerro Montevideo
El cerro Montevideo es una elevación de 286 m s. n. m. ubicada al noroeste de la isla Soledad del archipiélago de las Malvinas, que según la Organización de las Naciones Unidas (ONU), está en litigio de soberanía entre el Reino Unido, quien la administra como parte del territorio británico de ultramar de las Malvinas, y la Argentina, quien reclama su devolución, y la integra en el departamento Islas del Atlántico Sur de la provincia de Tierra del Fuego, Antártida e Islas del Atlántico Sur.
Este cerro constituye un punto conspicuo para los buques que se aproximan al Estrecho de San Carlos y se encuentra al norte de la desembocadura del río San Carlos, al este del asentamiento de Puerto San Carlos y al oeste de Tercer Corral. También se ubica próximo a los escenarios de la batalla de San Carlos ocurrida luego del desembarco británico durante la guerra de las Malvinas de 1982. 

## Referencias

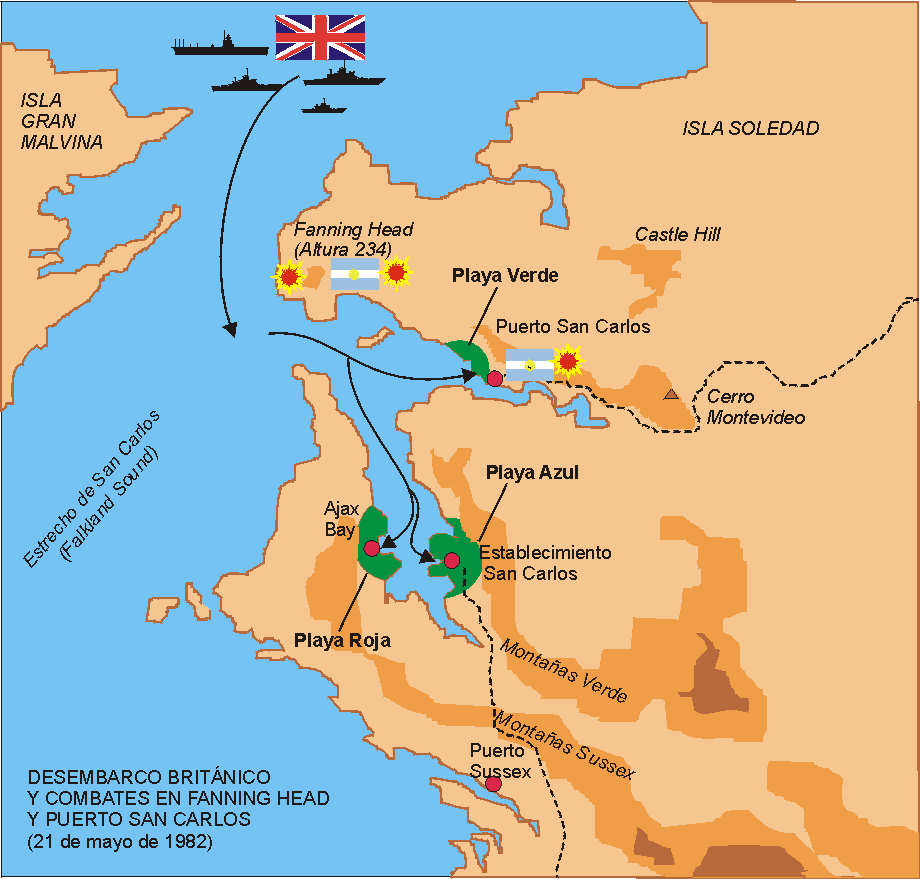
Desembarco británico en la Isla Soledad y combates subsiguientes (21 de mayo de 1982).